# Philippine Daily Inquirer
O Philippine Daily Inquirer ( PDI ), ou simplesmente The Inquirer, é um jornal de língua inglesa nas Filipinas. Fundado em 1985, é frequentemente considerado o jornal de referência das Filipinas. O jornal é o folhetim mais premiado das Filipinas e o grupo multimídia, chamado The Inquirer Group, atinge 54 milhões de pessoas em diversas plataformas .

## História
O Philippine Daily Inquirer foi fundado em 9 de dezembro de 1985, pela editora Eugenia Apóstol, colunista Max Solivén, juntamente com Betty Go-Belmonte durante os últimos dias do regime do presidente Ferdinand Marcos, tornando-se um dos primeiros jornais privados a ser estabelecido sob regime de Marcos.
O Inquirer sucedeu ao semanário Philippine Inquirer, criado em 1985 por Apostol para cobrir o julgamento de 25 soldados acusados de cumplicidade no assassinato do líder da oposição Ninoy Aquino no Aeroporto Internacional de Manila em 21 de agosto de 1983 . Apostol também publicou o Mr. &amp; Ms. Special Edition, um tablóide semanal de oposição ao regime de Marcos.

### Anos Beltran (1985-1989)
Como sucessora da anterior edição especial de Mr. O novo diário foi instalado no Star Building de um andar em ruínas nas ruas 13th e Railroad em Port Area, Manila. Foi publicado por 40 editores, repórteres, correspondentes, fotógrafos e outros funcionários editoriais que trabalham em uma redação de 100 metros quadrados. O colunista Louie Beltran foi nomeado seu editor-chefe.
O jornal foi fundamental para documentar a campanha de Corazon Aquino durante as eleições presidenciais de 1986 e, por sua vez, a Revolução do Poder Popular de 1986. Seu slogan, Balanced News, Fearless Views, foi incorporado ao jornal em janeiro de 1986, após um concurso de criação de slogans realizado durante o primeiro mês ' existência do Inquirer . Nesse período, o jornal atingiu a alta tiragem de 500 mil exemplares diários .
Em julho de 1986, questões sobre finanças e divergência de prioridades causaram uma cisão entre os fundadores que levaram Belmonte, Soliven e Art Borjal a se separarem do Inquirer para fundar o The Philippine Star . Como Belmonte era dono do Edifício Star onde o Inquirer estava sediado, o jornal transferiu-se amigavelmente para o Condomínio BF de propriedade da Soliven na Rua Aduana, Intramuros.

### Anos Pascual (1989-1991)
Em fevereiro de 1987, Federico D. Pascual, ex-editor-chefe assistente do Daily Express, foi nomeado editor-executivo do Inquirer e foi nomeado editor-chefe dois anos depois . Foi durante seu mandato em 1990 que o Inquirer assumiu a liderança do Boletim de Manila para se tornar o jornal das Filipinas com maior circulação .
No entanto, em julho de 1990, a sede do Inquirer em Intramuros foi danificada pelo terremoto de Luzon em 1990. Em 5 de janeiro de 1991, o jornal foi transferido para o prédio do YIC ao longo da Avenida das Nações Unidas e Rua Romualdez em Malate .

### Anos Jimenez-Magsanoc (1991-2015)

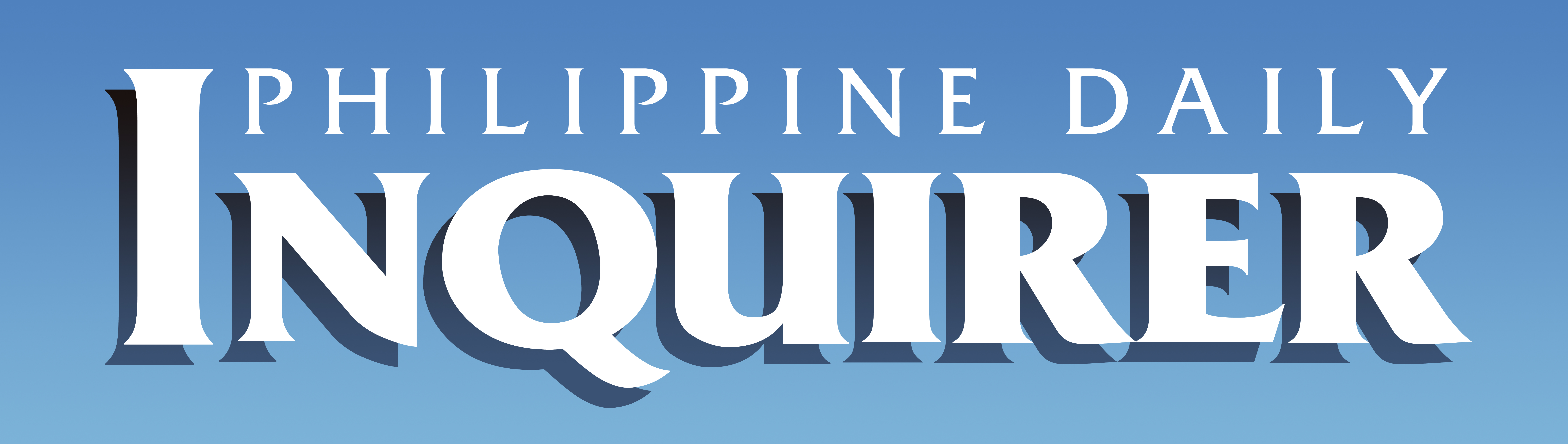
logotipo PDI antes do relançamento de 2016

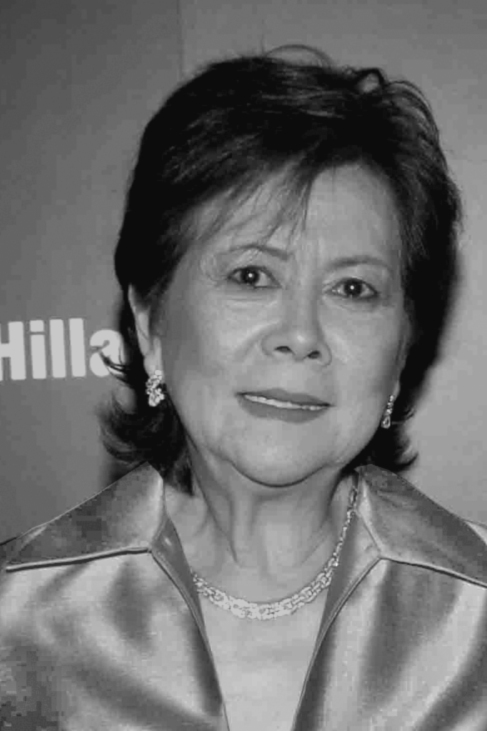
Letty Jimenez Magsanoc, editora-chefe do Inquirer ' 1991 até sua morte em 2015

A mais antiga editora-chefe do Inquirer e primeira mulher, a falecida Letty Jimenez-Magsanoc, foi nomeada em 14 de junho de 1991 . Ela era uma ex-colunista e editora da revista Panorama Sunday do Bulletin Today (agora Manila Bulletin), que foi demitida por escrever artigos zombando de Marcos. Ela editou Mr &amp; Ms Special Edition até a queda do regime de Marcos . Ela também foi a primeira editora-chefe da revista Sunday Inquirer .
Sob seu mandato, em 12 de janeiro de 1995, o Inquirer mudou-se para sua sede atual em Makati após transferir a sede quatro vezes .
O presidente Joseph Estrada acusou o Inquirer de "preconceito, malícia e invenção" contra ele, acusações que o jornal negou . Em 1999, várias organizações governamentais, empresas pró-Estrada e produtores de cinema simultaneamente retiraram seus anúncios do Inquirer em um boicote que durou cinco meses. O Malacañang Palace foi amplamente implicado no boicote publicitário, que o editor Isagani Yambot denunciou como um ataque à liberdade de imprensa.
Em 2017, segundo pesquisa realizada pela AGB Nielsen, o Inquirer foi o jornal mais lido nas Filipinas. O Manila Bulletin e The Philippine Star seguiram como o segundo e o terceiro jornais mais lidos, respectivamente . Magsanoc morreu em 24 de dezembro de 2015, no St. Luke's Medical Center em Taguig . Um mês após sua morte, Jimenez-Magsanoc foi reconhecida como a filipina do ano de 2015 pelo Inquirer.

### Anos Nolasco (2016–2018)
Em 2 de fevereiro de 2016, o Inquirer nomeou seu editor-chefe Jose Ma . Nolasco como editor-executivo, o novo cargo máximo do jornal, substituindo o tradicional cargo de editor-chefe utilizado pelo Inquirer por mais de três décadas .

## Leitores
De acordo com o site da empresa, o jornal tem mais de 2,7 milhões de leitores diários em todo o país, possui uma participação de mercado de mais de 50% e lidera as pesquisas de leitores .

## Reputação
Pelo menos dois artigos de opinião citam o Inquirer como o jornal oficial das Filipinas, mas como uma oportunidade para críticas: The Manila Times o criticou por "publicar [ing] ... posições insípidas e impensadas" que chamou de "repreensíveis, na melhor das hipóteses "; GMA News, em 2014, notou-o como um "papel de registro de fato", seguido por "Esta história distinta só torna mais doloroso dizer que o jornal está começando a ser uma merda" .